# Georg Wilhelm Volkhard

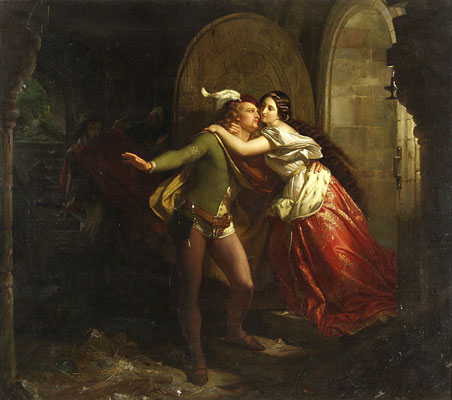
Lenardo und Blandine

Georg Wilhelm Volkhard (ur. 23 czerwca 1815 w Herdecke, zm. 14 marca 1876 w Düsseldorfie) – niemiecki malarz późnoromantyczny, specjalizujący się w kompozycji historycznej i portretach. W latach 1831–1840 studiował w Düsseldorfie m.in. u Theodora Hildebrandta i Wilhelma von Schadowa, a w latach 1846–1847 odbył podróż do Rzymu.